# 1992 US5
1992 US5 är en asteroid i huvudbältet som upptäcktes den 28 oktober 1992 av de båda japanska astronomerna Seiji Ueda och Hiroshi Kaneda i Kushiro.
Asteroiden har en diameter på ungefär 10 kilometer och den tillhör asteroidgruppen Eos.